# Усадьба фон Мекк в Хрусловке
Усадьба фон Мекк в селе Хрусловка Венёвского района Тульской области — усадьба в неоготическом стиле, принадлежавшая барону Максимилиану фон Мекк из семьи Мекк.

## История
Здание усадьбы было построено на рубеже 1880—1890-х гг. баронессой Надеждой фон Мекк для своего младшего сына Максимилиана Карловича фон Мекк. Архитектором здания был Сергей Александрович Экскарев, выпускник Московского училища живописи, ваяния и зодчества, служивший в управлении Государственных железных дорог. В 1901—1902 годах семья фон Мекк продала Хрусловское имение местным помещикам Толмачевым. В 1923 году в здании усадьбы был организован детский дом имени Ф. Ф. Филина.
В 2013 году усадьба признана объектом культурного наследия России под номером 7100000212.
В декабре 2017 года министерство земельных и имущественных отношений Тульской области подало заявление в суд об изъятии усадьбы у собственника, и в 2018 году она перешла в собственность государства.